# BB-8
BB-8 egy droid karakter a Star Wars filmekből, az első megjelenése a J. J. Abrams által rendezett Star Wars: Az ébredő Erőben volt, illetve szerepelt a 8. epizódban, a Star Wars: Az utolsó Jedikben is. BB-8 egy gömb alakú droid, akinek a feje egy a testen szabadon mozgó félgömb. A kezdeti elképzelésekben BB-8 feje még két rúddal az oldalához volt rögzítve, de ezt elvetették.

## Megjelenése A Star Wars filmekben

### Az ébredő Erő
BB-8 először az Ébredő Erő előzetesében volt látható 2014. november 28-án.
BB-8 a Köztársaság által támogatott Ellenállás egyik X-szárnyú pilótájának, Poe Dameronnak a droidja. Poe feladata az volt, hogy elmenjen a sivatagos Jakku bolygóra, ahonnan elhozzon egy térképet, amely elvezet Luke Skywalkerhez. Ám eközben megjelenik az Első Rend abban a faluban, ahol Poe is van, mert ők is meg akarják szerezni a térképet. Mielőtt Poe-t elfognák, a térképet odaadja BB-8-nek, aki elindul vele a sivatagon keresztül. Később találkozik a roncsvadász Reyjel és a dezertált rohamosztagos Finnel, akikkel együtt elmenekül a Jakkuról. Később őket elkapja Han Solo és Csubakka, akik eljuttatják BB-8-et az Ellenállás vezetőjéhez, Leia Organához, és BB-8 ismét találkozik Poe-val.